# Comuna Radkivți, Starokosteantîniv
Radkivți (în ucraineană Радківці) este o comună în raionul Starokosteantîniv, regiunea Hmelnîțkîi, Ucraina, formată din satele Demkivți, Hutorî, Jabce și Radkivți (reședința).

## Demografie
Componența lingvistică a comunei Radkivți
     Ucraineană (99,7%)
     Alte limbi (0,3%)
Conform recensământului din 2001, majoritatea populației comunei Radkivți era vorbitoare de ucraineană (99,7%), existând în minoritate și vorbitori de alte limbi.